# Seznam zápasů německé fotbalové reprezentace na Mistrovství Evropy
Německá fotbalová reprezentace byla celkem 14x na mistrovstvích Evropy ve fotbale a to v roce 1972, 1976, 1980, 1984, 1988, 1992, 1996, 2000, 2004, 2008, 2012, 2016, 2021, 2024.
- Aktualizace po ME 2024 – Počet utkání – 57 – Vítězství – 31x – Remízy – 10x – Prohry – 1Mistrovství Evropy ve fotbale 19726x

| Číslo | Soupeř         | Výsledek             | ME      | Fáze turnaje       | Góly Německa                                                                                                   |
| ----- | -------------- | -------------------- | ------- | ------------------ | --- |
| 1.    | Belgie         | 2 – 1                | ME 1972 | semifinále         | 2x Gerd Müller                                                                                                 |
| 2.    | Sovětský svaz  | 3 – 0                | ME 1972 | finále             | 2x Gerd Müller, Herbert Wimmer                                                                                 |
| 3.    | Jugoslávie     | 4 – 2 (PP)           | ME 1976 | semifinále         | 3x Dieter Müller, Heinz Flohe                                                                                  |
| 4.    | Československo | 2 – 2 (PP) (pen.3-5) | ME 1976 | finále             | Dieter Müller, Bernd Hölzenbein penalty: Rainer Bonhof, Heinz Flohe, Hannes Bongartz                           |
| 5.    | Československo | 0 – 1                | ME 1980 | základní skupina A | Ne |
| 6.    | Nizozemsko     | 3 – 2                | ME 1980 | základní skupina A | 3x Klaus Allofs                                                                                                |
| 7.    | Belgie         | 2 – 1                | ME 1980 | finále             | 2x Horst Hrubesch                                                                                              |
| 8.    | Portugalsko    | 0 – 0                | ME 1984 | základní skupina B | Ne |
| 9.    | Rumunsko       | 2 – 0                | ME 1984 | základní skupina B | 2x Rudi Völler                                                                                                 |
| 10.   | Španělsko      | 0 – 1                | ME 1984 | základní skupina B | Ne |
| 11.   | Itálie         | 1 – 1                | ME 1988 | základní skupina A | Andreas Brehme                                                                                                 |
| 12.   | Dánsko         | 2 – 0                | ME 1988 | základní skupina A | Jürgen Klinsmann, Olaf Thon                                                                                    |
| 13.   | Španělsko      | 2 – 0                | ME 1988 | základní skupina A | 2x Rudi Völler                                                                                                 |
| 14.   | Nizozemsko     | 1 – 2                | ME 1988 | semifinále         | Lothar Matthäus (penalta)                                                                                      |
| 15.   | Sovětský svaz  | 1 – 1                | ME 1992 | základní skupina B | Thomas Häßler                                                                                                  |
| 16.   | Skotsko        | 2 – 0                | ME 1992 | základní skupina B | Karl-Heinz Riedle, Stefan Effenberg                                                                            |
| 17.   | Nizozemsko     | 1 – 3                | ME 1992 | základní skupina B | Jürgen Klinsmann                                                                                               |
| 18.   | Švédsko        | 3 – 2                | ME 1992 | semifinále         | 2x Karl-Heinz Riedle, Thomas Häßler                                                                            |
| 19.   | Dánsko         | 0 – 2                | ME 1992 | finále             | Ne |
| 20.   | Česko          | 2 – 0                | ME 1996 | základní skupina C | Christian Ziege, Andreas Möller                                                                                |
| 21.   | Rusko          | 3 – 0                | ME 1996 | základní skupina C | 2x Jürgen Klinsmann, Matthias Sammer                                                                           |
| 22.   | Itálie         | 0 – 0                | ME 1996 | základní skupina C | Ne |
| 23.   | Chorvatsko     | 2 – 1                | ME 1996 | čtvrtfinále        | Jürgen Klinsmann (penalta), Matthias Sammer                                                                    |
| 24.   | Anglie         | 1 – 1 (PP) (pen.6-5) | ME 1996 | semifinále         | Stefan Kuntz penalty:Thomas Häßler, Thomas Strunz, Stefan Reuter, Christian Ziege,Stefan Kuntz, Andreas Möller |
| 25.   | Česko          | 2 – 1                | ME 1996 | finále             | 2x Oliver Bierhoff                                                                                             |
| 26.   | Rumunsko       | 1 – 1                | ME 2000 | základní skupina A | Mehmet Scholl                                                                                                  |
| 27.   | Anglie         | 0 – 1                | ME 2000 | základní skupina A | Ne |
| 28.   | Portugalsko    | 0 – 3                | ME 2000 | základní skupina A | Ne |
| 29.   | Nizozemsko     | 1 – 1                | ME 2004 | základní skupina D | Torsten Frings                                                                                                 |
| 30.   | Lotyšsko       | 0 – 0                | ME 2004 | základní skupina D | Ne |
| 31.   | Česko          | 1 – 2                | ME 2004 | základní skupina D | Michael Ballack                                                                                                |
| 32.   | Polsko         | 2 – 0                | ME 2008 | základní skupina B | 2x Lukas Podolski                                                                                              |
| 33.   | Chorvatsko     | 1 – 2                | ME 2008 | základní skupina B | Lukas Podolski                                                                                                 |
| 34.   | Rakousko       | 1 – 0                | ME 2008 | základní skupina B | Michael Ballack                                                                                                |
| 35.   | Portugalsko    | 3 – 2                | ME 2008 | čtvrtfinále        | Bastian Schweinsteiger, Miroslav Klose, Michael Ballack                                                        |
| 36.   | Turecko        | 3 – 2                | ME 2008 | semifinále         | Bastian Schweinsteiger, Miroslav Klose, Philipp Lahm                                                           |
| 37.   | Španělsko      | 0 – 1                | ME 2008 | finále             | Ne |
| 38.   | Portugalsko    | 1 – 0                | ME 2012 | základní skupina B | Mario Gómez |
| 39.   | Nizozemsko     | 2 – 1                | ME 2012 | základní skupina B | 2x Mario Gómez                                                                                                 |
| 40.   | Dánsko         | 2 – 1                | ME 2012 | základní skupina B | Lukas Podolski, Lars Bender                                                                                    |
| 41.   | Řecko          | 4 – 2                | ME 2012 | čtvrtfinále        | Philipp Lahm, Sami Khedira, Miroslav Klose, Marko Reus                                                         |
| 42.   | Itálie         | 1 – 2                | ME 2012 | semifinále         | Mesut Özil |
| 43.   | Ukrajina       | 2 – 0                | ME 2016 | základní skupina C | Shkodran Mustafi, Bastian Schweinsteiger                                                                       |
| 44.   | Polsko         | 0 – 0                | ME 2016 | základní skupina C | Ne |
| 45.   | Severní Irsko  | 1 – 0                | ME 2016 | základní skupina C | Mario Gómez |
| 46.   | Slovensko      | 3 – 0                | ME 2016 | osmifinále         | Jérôme Boateng, Mario Gómez, Julian Draxler                                                                    |
| 47.   | Itálie         | 1 – 1 (PP) (pen.6-5) | ME 2016 | čtvrtfinále        | Mesut Özil penalty:Toni Kroos, Julian Draxler, Mats Hummels, Joshua Kimmich,Jérôme Boateng, Jonas Hector       |
| 48.   | Francie        | 0 – 2                | ME 2016 | semifinále         | Ne |
| 49.   | Francie        | 0 – 1                | ME 2021 | základní skupina F | Ne |
| 50.   | Portugalsko    | 4 – 2                | ME 2021 | základní skupina F | Rúben Dias (vlastní POR), Raphaël Guerreiro (vlastní POR), Kai Havertz, Robin Gosens                           |
| 51.   | Maďarsko       | 2 – 2                | ME 2021 | základní skupina F | Kai Havertz, Leon Goretzka                                                                                     |
| 52.   | Anglie         | 0 – 2                | ME 2021 | osmifinále         | Ne |
| 53.   | Skotsko        | 5 – 1                | ME 2024 | základní skupina A | Florian Wirtz, Jamal Musiala, Kai Havertz (penalta), Niclas Füllkrug, Emre Can                                 |
| 54.   | Maďarsko       | 2 – 0                | ME 2024 | základní skupina A | Jamal Musiala, İlkay Gündoğan                                                                                  |
| 55.   | Švýcarsko      | 1 – 1                | ME 2024 | základní skupina A | Niclas Füllkrug                                                                                                |
| 56.   | Dánsko         | 2 – 0                | ME 2024 | osmifinále         | Kai Havertz (penalta), Jamal Musiala                                                                           |
| 57.   | Španělsko      | 1 – 2 (PP)           | ME 2024 | čtvrtfinále        | Florian Wirtz                                                                                                  |